# 3e régiment d'infanterie motorisée (Maroc)
Pour les articles homonymes, voir 3e régiment.
Le 3e régiment d'infanterie motorisée (3e RIM) est un régiment marocain.

## Histoire

### Guerre du Sahara occidental
Le régiment participe à la guerre du Sahara occidental. Le 11 août 1979, commandé par le lieutenant-colonel Ali Mzerd Ouzine, il repousse une puissante attaque du Polisario lors de la bataille de Bir Anzarane. En octobre 1979, il participe à des opérations de ratissage. En 1988, le régiment fait partie des troupes d'intervention venant en renfort lors des attaques sahraouies sur le mur des sables. Le 16 septembre, lors de la bataille d'Oum Dreyga, le deuxième groupement du régiment subit de lourdes pertes dans une embuscade tendue par un bataillon motorisé indépendantiste. Le commandant du régiment, le colonel Abdeslam Abidi, et le chef du groupement, le capitaine Hafidi Sidi El Miliani, perdent la vie. Le 11 août 1989, un soldat du 1er bataillon du régiment est capturé lors d'une attaque du Polisario à Bir Anzarane. En 1991, le 3e RIM est basé à Oum Dreyga.

## Organisation
En 1988 , le 3eme régiment mécaniser (3 Ème RIM) était sous le commandement du célèbre colonel Abidi Abdeslam , ce régiment était composé de 10 DIR (détachement intervention rapide) dont  un DIR de blindé AML commandé par le capitaine Regragui et de neuf  DIR d’infanterie mécanisé.
Parmi les officiers chefs des DIR, les capitaines :
-Benmousa (1ere DIR)
-Hafidi (4eme DIR)
-Allal Belcaid 
-El Aoula
-Menouar
-Harmouch (5eme DIR)
-Lakhal (7eme DIR) 
-Boussif
-Driss
- Etc …